# Boeing New Large Airplane
O Boeing NLA (em inglês:  New Large Airplane), foi um conceito da década de 1990 para um novo avião comercial no mercado de aeronaves com mais de 500 assentos, com quatro motores. Pouco maior que o 747, esta aeronave tinha um conceito similar ao McDonnell Douglas MD-12 e posterior Airbus A380. Em 1993, a Boeing decidiu não prosseguir com o desenvolvimento deste conceito, focando em atualizações do 747. Os nomes dados ao projeto foram NLA e Boeing 763-246C.